# Paus Benedictus XIV
Benedictus XIV, geboren als Prospero Lorenzo Lambertini (Bologna, 31 maart 1675 – Rome, 3 mei 1758), was de 247e paus. Hij was het hoofd van de Katholieke Kerk van 1740 tot 1758. Hij wordt gezien als de grootste paus uit de 18e eeuw. Hij maakte zich ook zeer verdienstelijk op het gebied van het canoniek recht en in de wetenschap.

## Periode voor zijn pontificaat (1675–1740)
Benedictus XIV behoorde tot een adellijke familie uit Bologna. Hij was de zoon van Marcello Lambertini en Lucrezia Bulgarini en werd jurist en theoloog. Hij begon zijn studies bij de Somaschipriesters in Bologna. Vanaf 1688 studeerde hij retorica, filosofie en theologie aan het Collegium Clementinum in Rome. Op 11 september 1694 behaalde hij zijn doctoraat aan de La Sapienza-universiteit te Rome. In 1724 werd hij tot priester gewijd en, in zijn hoedanigheid van prelaat aan de Curie, benoemd tot titulair aartsbisschop van Teodosia.
Lambertini werd in 1727 bisschop van Ancona, daarna kardinaal en in 1731 aartsbisschop van Bologna. Hij was een van de belangrijkste adviseurs van zijn voorganger Clemens XII.

## Pontificaat (1740–1758)
Na een moeizaam, politiek conclaaf dat zes maanden duurde, werd hij op 17 augustus 1740 tot paus gekozen. Benedictus XIV zou tegen de kardinalen gezegd hebben: “Als jullie een heilige zoeken, neem Gotti, als jullie een staatsman zoeken, neem Aldrovandi, maar als jullie een eerlijk mens zoeken, neem dan mij”. Zijn pontificaat werd gekenmerkt door grote hervormingsgezindheid: hij hervormde de opleiding van priesters en een groot aantal pauselijke instellingen.
In de zogenoemde Ritenstrijd tussen de jezuïetenmissionarissen enerzijds en de dominicanen en franciscanen anderzijds kregen de laatsten gedaan dat Benedictus de jezuïeten de toepassing van Chinese riten en gebruiken verbood met de bullen Ex quo singulari (11 juli 1742) en Omnium sollicitudinum (12 september 1744). Dit was er mede oorzaak van dat vele nieuwe bekeerlingen in China de Kerk verlieten. Het verbod zou later door paus Pius XII in 1939 worden aangepast.
In zijn encycliek Allatae sunt (26 juli 1755) steunde hij de uniaten in hun wens om hun eigen oosterse liturgie te behouden.
In de hevige discussies rond het jansenisme nuanceerde hij op 16 oktober 1756 het gebruik om de laatste sacramenten te weigeren aan Franse geestelijken die nog gekant waren tegen Unigenitus, de bul uit 1713 die bepaalde aspecten van het jansenisme veroordeeld had.
In de Pauselijke Staten verminderde hij de belastingdruk, moedigde de landbouw aan en ondersteunde hij de vrijhandel. Hij werd paus in een moeilijke tijd, waarin er veel conflicten waren tussen de Heilige Stoel en een groot aantal katholieke landen, met name over vraagstukken als wie er het recht had bisschoppen te benoemen. Hij stelde zich hierin verzoenend op en deed verregaande concessies (concordaat met Napels (1741), Spanje (1753), Oostenrijk (1757)). Hij erkende ook Frederik II van Pruisen (1712-1786) als koning.

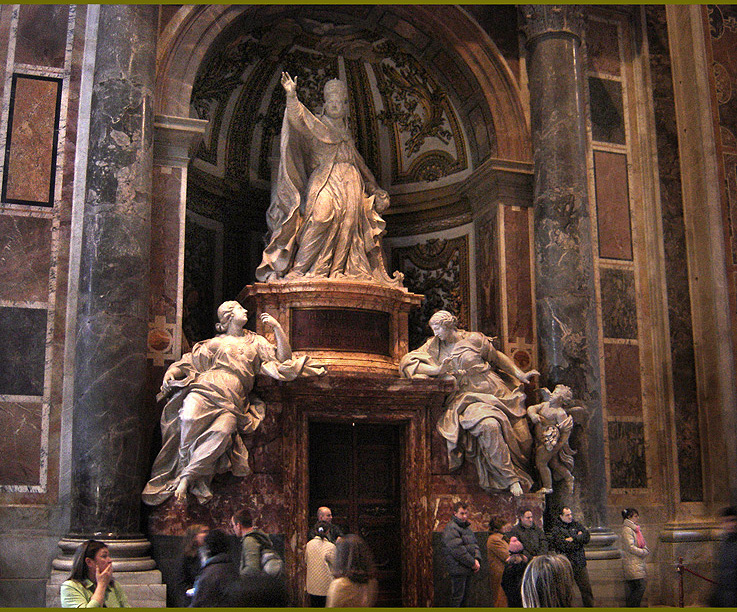
Grafmonument van Benedictus XIV door Pietro Bracci (1758)

Aan diegenen die verantwoordelijk waren voor het opstellen van de index vroeg hij behoedzaam te werk te gaan (1758). Benedictus XIV publiceerde verschillende werken over het kerkelijk recht en voerde hervormingen door in de liturgie, de biecht en het huwelijk.
De opkomst van een stedelijke bestuurselite die naast de oudere feodale adel bestond noopte de paus tot het invoeren van regelgeving voor de Romeinse adel. De bul Urbem Romam, die op 12 januari 1746 werd afgekondigd, gaf Rome voor het eerst een streng adelstatuut. Dit statuut is nu nog steeds geldig.
Hij was de eerste paus die het huwelijk tussen protestanten en katholieken erkende: de bul Benedictina (declaratio) van 4 november 1741 verklaarde de gemengde huwelijken die in de Lage Landen zonder de tridentijnse vorm gesloten waren geldig. Deze bul is tot 1907 de grondslag geweest van het kerkelijk huwelijksrecht in confessioneel gemengde streken. Bijna iedereen ervoer hem als sympathiek, waaronder ook niet-katholieken en aanhangers van de Verlichting (Voltaire droeg zijn toneelstuk Mohammed aan hem op). Charles Montesquieu kreeg van hem dispensatie voor de vasten.
De heiligverklaringsprocessen geschieden thans nog steeds volgens de strenge regels die door hem zijn opgesteld. Hij hervormde ook de heiligenkalender en beperkte daarbij het aantal heiligenfeesten.
Benedictus XIV was gedurende zijn hele leven actief als geleerde en richtte verschillende academies en leerstoelen op. Hij liet Giuseppe Simone Assemani de eerste catalogus van de handschriften van de Vaticaanse Bibliotheek opstellen (1743 en 1757).
Hij veroordeelde in 1741 de slavernij in de pauselijke bul Immensa Pastorum Principis. In 1742 verscheen  de apostolische constitutie Ex quo Singulari. Dit was het laatste pauselijke besluit in de Ritenstrijd. Het werd de missie van de jezuïeten in China nu definitief verboden om Chinese riten in het christelijk geloof te accommoderen.
Zijn grafmonument in de Sint-Pieter is van Pietro Bracci (1758).

## Werken
- De beatificatione et canonisatione (vier delen, 1734-1738)
- De synode diocesana (1755)
- Opera (17 delen, 1839-1846)
- Opera inedita (1904)